# Епилог
„Епилог“ (од грчког έπίλογος, буквално „поговор“) је последњи дио радње датог књижевног дјела, који са одређене временске дистанце открива судбине ликова послије резолуције у дјелу. Епилог може да разјасни неке њихове односе и мотиве, расвјетли интригу и разлоге сукоба описаног у дјелу, или га аутори чешће користе да пошаљу одређене поруке читаоцима. Композицијски, тај дио дјела се сматра нематеријалним осим ако није обухваћени дио суштински повезан са ауторовом уметничком намјером.
Епилог је више карактеристичан за драму него за епска или лирска дјела. У старогрчкој драми, у епилогу, аутор открива своју намјеру, износи своје тумачење приказаних догађаја, брани глуму. У савременој литератури, то се релативно ријетко дешава.
У свјетској књижевности познати примере епилога дају дјела као што су:
- комад Хенри IV од Вилијама Шекспира,
- романи Очеви и дјеца, Рудин и Дворјанско гнијезто од Ивана Тургењева,
- роман Рат и мир, Лава Толстоја,
- романи Демони и Браћа Карамазови од Фјодора Достојевског, те
- драмске пјесме Сирена и Цигани од Александра Пушкина.